# Sékouba Konaté
El Brigadier General Sékouba Konaté (6 de junio de 1964) es un oficial del ejército de Guinea y presidente de facto de Guinea del 3 de diciembre de 2009 al 21 de diciembre de 2010. Después de asistir a la academia militar, recibió el apodo de "El Tigre" por su acción en el campo de batalla, y ganó popularidad como con la gente. Originalmente fue nombrado vicepresidente tras el golpe de Estado en Guinea en 2008 llevado a cabo por el autodenominado Consejo Nacional para la Democracia y el Desarrollo, pero el 3 de diciembre de 2009 tuvo que asumir la presidencia de su país luego de que Moussa Dadis Camara recibiera un disparo en la cabeza en un intento de asesinato.

## Vida
Konaté nació en Conakri en 1964 siendo hijo de padres mandingos. Asistió a la Academia Real Militar en la ciudad marroquí de Meknes, graduándose en 1990. Él sufre de una enfermedad física desconocida, posiblemente de su hígado.

## Carrera militar
Por su capacidad militar en combate, Konaté fue apodado "El Tigre". Se formó como un paracaidista, y luchó en muchas batallas en Guinea durante 2000-2001. Debido a su reputación como soldado, mucha gente lo apoyó para ser el líder de la junta: él sigue siendo popular entre los guineanos. En octubre de 2021, fue retirado del ejército.

## Carrera política
El expresidente de Guinea, Lansana Conté, murió tras una larga enfermedad, el 22 de diciembre de 2008, asumiendo interinamente la presidencia de Guinea el señor El Hajj Louis Lansana Beavogui. Dos días después de la muerte de Conté, el capitán Moussa Dadis Camara llevó a cabo un golpe de Estado sin derramamiento de sangre y asumió la presidencia prometiendo llamar a elecciones. Konaté ocupó la Vicepresidencia y el Ministerio de Defensa.
El 3 de diciembre de 2009, Camara recibió un disparo en un intento de asesinato por su ayudante de campo, Aboubacar Diakité. Aunque Camara fue trasladado a Marruecos para el tratamiento, Konaté fue puesto a cargo del país. Con Camara aún en rehabilitación, el gobierno de Estados Unidos ha expresado su deseo de que Camara se mantenga fuera de Guinea y que Konaté fuera colocado como jefe de la junta.
En 2010, Sékuba Konaté, tal como lo había prometido, llamó a elecciones generales en Guinea, siendo éstas las primeras elecciones libres y no fraudulentas desde la independencia del país. Las ganó Alpha Condé quien asumió el 21 de diciembre de 2010.

| Predecesor: Moussa Dadis Camara | Presidente del Consejo Nacional para la Democracia y el Desarrollo (Jefe de Estado) 2009 - 2010 | Sucesor: Alpha Condé (Presidente de la República) |